# 呼震
呼震（1820年—?），字位東，号伯起，内务府汉军正白旗人。清朝官员、进士出身。

## 生平
道光二十九年己酉科中举，三十年庚戌科（1850年），登進士。后由兵部员外郎历山东督粮道，济东泰武临道，山东按察使兼布政使。